# Simon-François Bernard
Simon-François Bernard, född den 28 januari 1817 i Carcassonne, död den 25 november 1862 i London, var en fransk politiker.
Bernard var först läkare och deltog ytterst livligt i februarirevolutionen 1848, då han på grund av sina många tal i klubbarna kallades Bernard le clubiste. För att undgå fängelse flydde han till London och deltog efter 1851 i nästan alla komplotter mot kontinentens regeringar, särskilt i Orsinis attentat mot Napoleon III 1858. Anklagad i England på franska regeringens begäran, blev han där av juryn frikänd, vilket vållade hotande komplikationer mellan de båda länderna och var en bidragande orsak till ministären Palmerstons avgång.

## Fotnoter
1. 1 2  SNAC, SNAC Ark-ID: w6gx8k4b, läs online, läst: 9 oktober 2017.[källa från Wikidata]
2. 1 2  Colin Matthew (red.), Oxford Dictionary of National Biography, Oxford University Press, 2004, ODNB-ID: 92469.[källa från Wikidata]